# Hunawihr
Hunawihr je občina v departmaju Haut-Rhin francoske regije Alzacija.
Leta 1990 je v občini živelo 503 oseb oz. 105 oseb/km².